# 조류인간
《조류인간》은 2015년에 개봉한 대한민국의 영화로, 신연식의 감독 전작 러시안 소설의 가상 소설인 조류인간을 영화로 재탄생시킨 작품이다.

## 캐스팅
- 김정석 : 정석 역
- 소이 : 소연 역
- 정한비 : 한비 역
- 이유미 : 소녀 역
- 성홍일 : 이은호 역
- 최종률 : 한의사 역
- 김인수 : 약초꾼 역
- 이화시 : 회장님 역
- 최홍일 : 사냥꾼 역
- 강신효 : 사냥꾼 역
- 이현호 : 한약방남자 역
- 민지오 : 지오 역
- 이새별 : 새별 역
- 이빛나 : 빛나 역
- 정준원 : 낯선 2 역
- 이도아 : 실종자모임 여자 1 역
- 김인수
- 이준수 : 정석동생 역